# Ошвино
Ошвино — деревня в Рамешковском районе Тверской области.

## География
Находится в восточной части Тверской области на расстоянии приблизительно 6 км на юго-восток от районного центра поселка Рамешки.

## История
Известна с 1859 года как карельская владельческая деревня, в которой 18 дворов, в 1887 — 20. В 1998 году в деревне 12 домов постоянных жителей и 14 домов — собственность наследников и дачников. В советское время работали колхозы «Наш путь» и им. Ленина. До 2021 входила в сельское поселение Некрасово Рамешковского района до их упразднения.

## Население
Численность населения: 125 человек (1859 год), 99 (1887), 167 (1936), 29 (1989), 24 (русские 96 %) в 2002 году, 23 в 2010.